# Вулиця Чехова (Сімферополь)
Вулиця Чехова (крим. Çehov soqağı) — вулиця в Сімферополі, в Центральному та Київському районах міста. Історична назва — Кантарна.

## Опис
Загальна протяжність вулиці становить 1.8 км. Вона поділяє два райони Сімферополя ‒ Київський і Центральний.
Пролягає від перехрестя з проспектом Кірова та вулицею Гоголя, закінчується 2-м Петровським тупиком. Завдяки своєму розташуванню вона з'єднує центр столиці Криму з частиною кривої вулички в районі Старого міста.
Прилучаються вулиці Севастопольська, Турецька, Караїмська, Таврійська, Червонопрапорна, Футболістів, Нижньогоспитальна, Червоноармійська, 8 березня, Артилерійська, Перевальна, Братська, Жидкова Василя, Полігонна, Інге та Братський провулок.
Транспорт: автобуси № 4 та 8.
На вулиці Чехова розташований «Будинок побуту», від якого збереглася лише назва, Рада міністрів Автономної Республіки Крим, Кримськотатарський музей мистецтв і приміщення, в якому працював кримськотатарський діяч Номан Челебіджихан. Тут розташовувалися Кримськотатарський національний парламент та Кримськотатарська національна директорія.

## Історія
Швидше за все, вулиця з'явилася як поєднання нової, прямої вулиці російського періоду та залишку старої кривої вулички Старого міста.
У минулому головною пам'яткою вулиці вважалася «будівля з годинником», що знаходилася на початку — на перехресті. За даними краєзнавців, у 1906 році центральний вхід (з північного боку) Базарної площі прикрашав великий чотиристоронній годинник квадратної форми з римськими цифрами на циферблаті та ажурними стрілками. Вони привертали увагу перехожих, оскільки на той час у місті було небагато годинників, а тому будівля була на диво.
На місці нинішнього «Будинку побуту» знаходився готель «Афінський».
До 1944 року вулиця мала назву Кантарна (від кримськотатарського слова qantar — ваги): на розташованій тоді поряд Базарній площі (нинішній парк імені Треньова) стояли великі ваги, звідси й пішла назва.
У 1970-х роках століття знесли «будівлю з годинником».

## Галерея

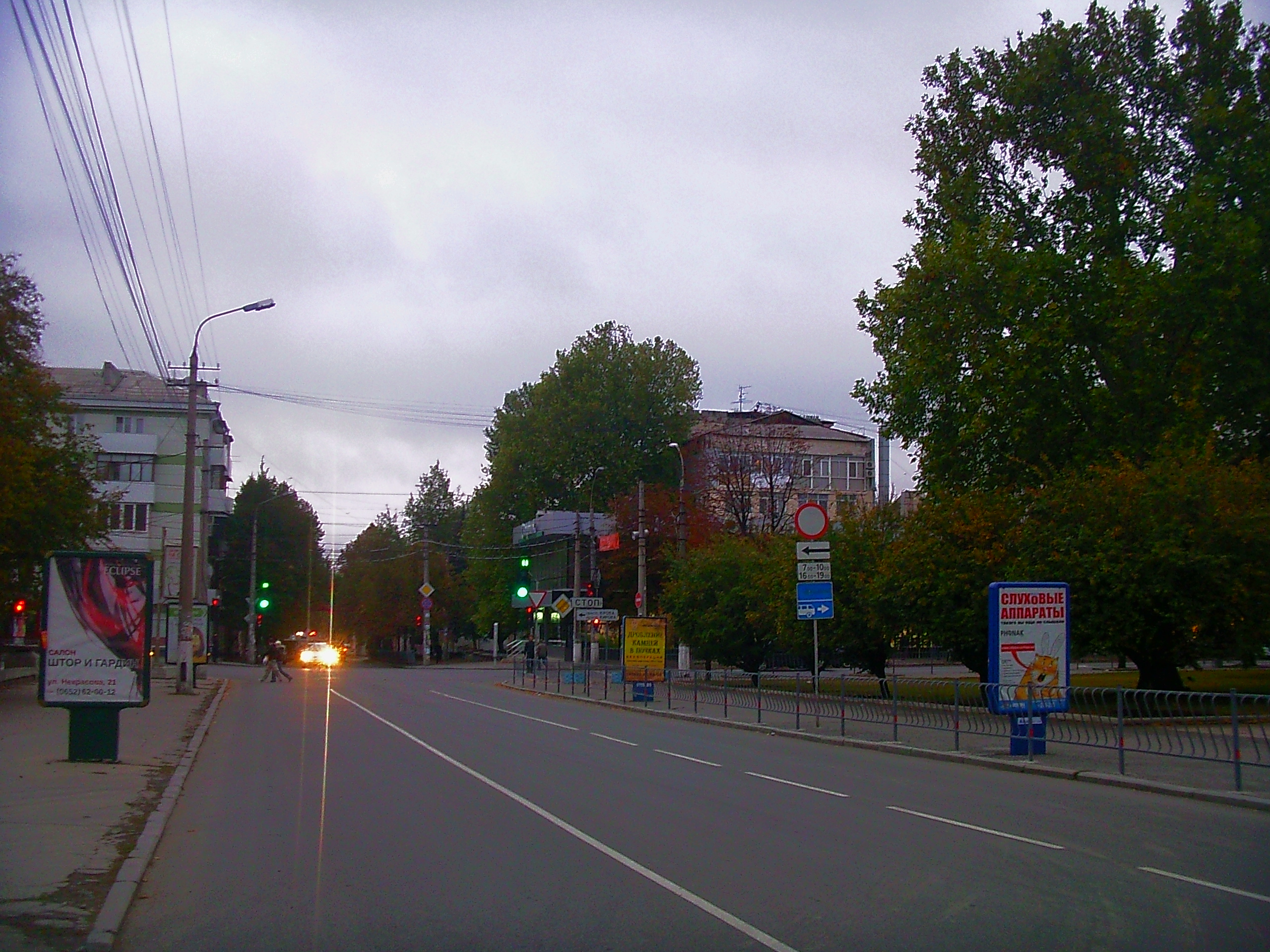
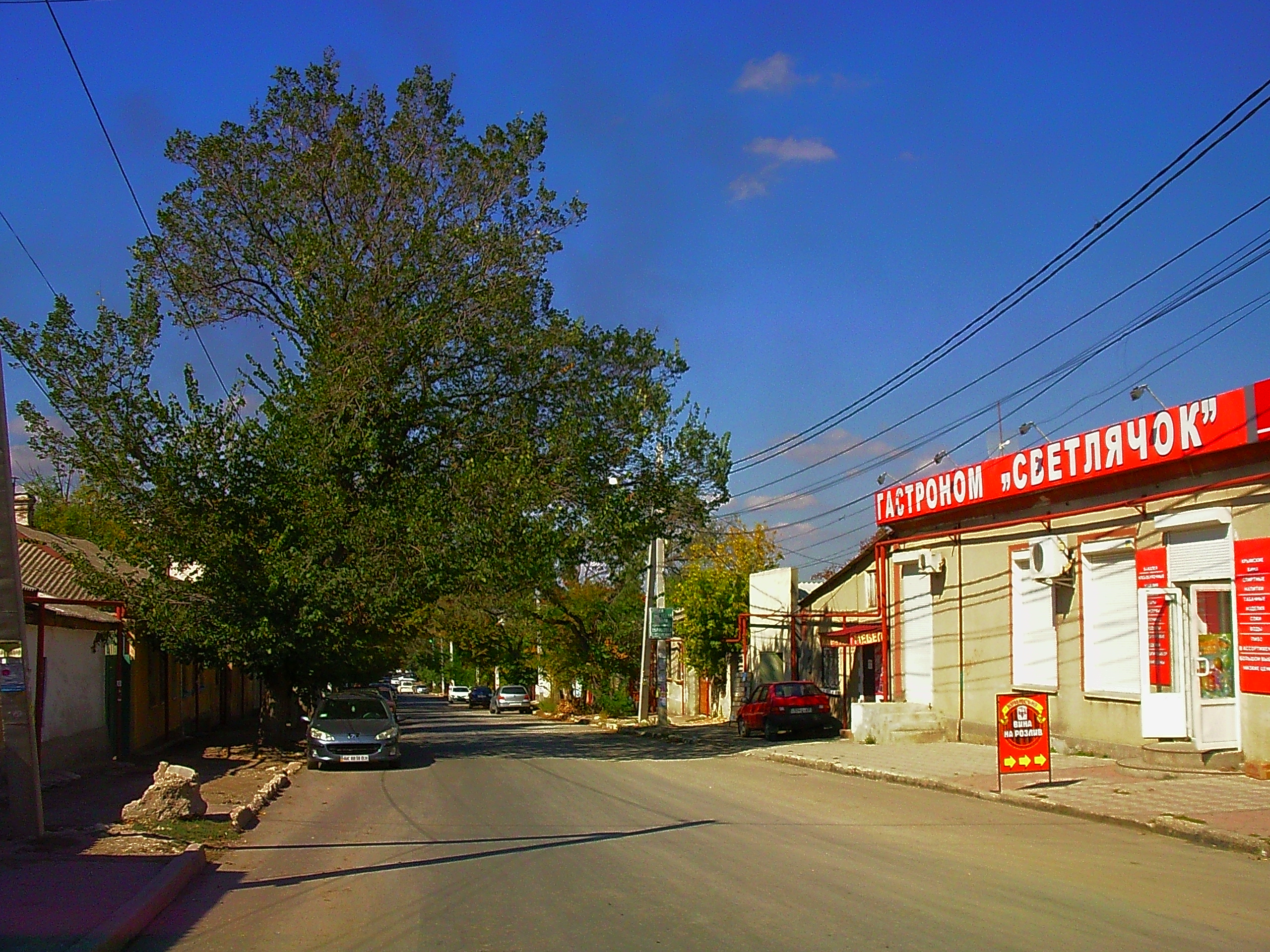
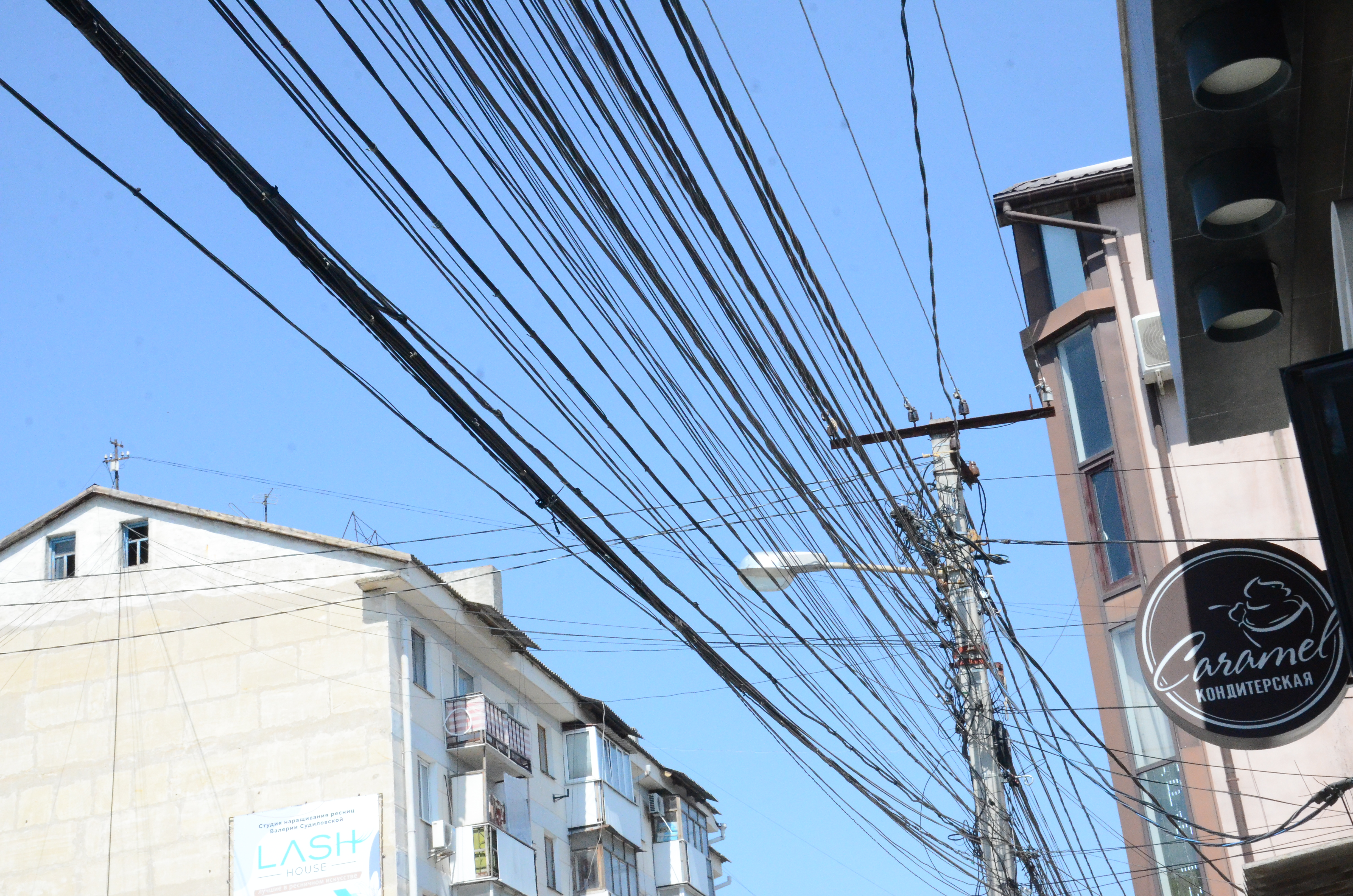
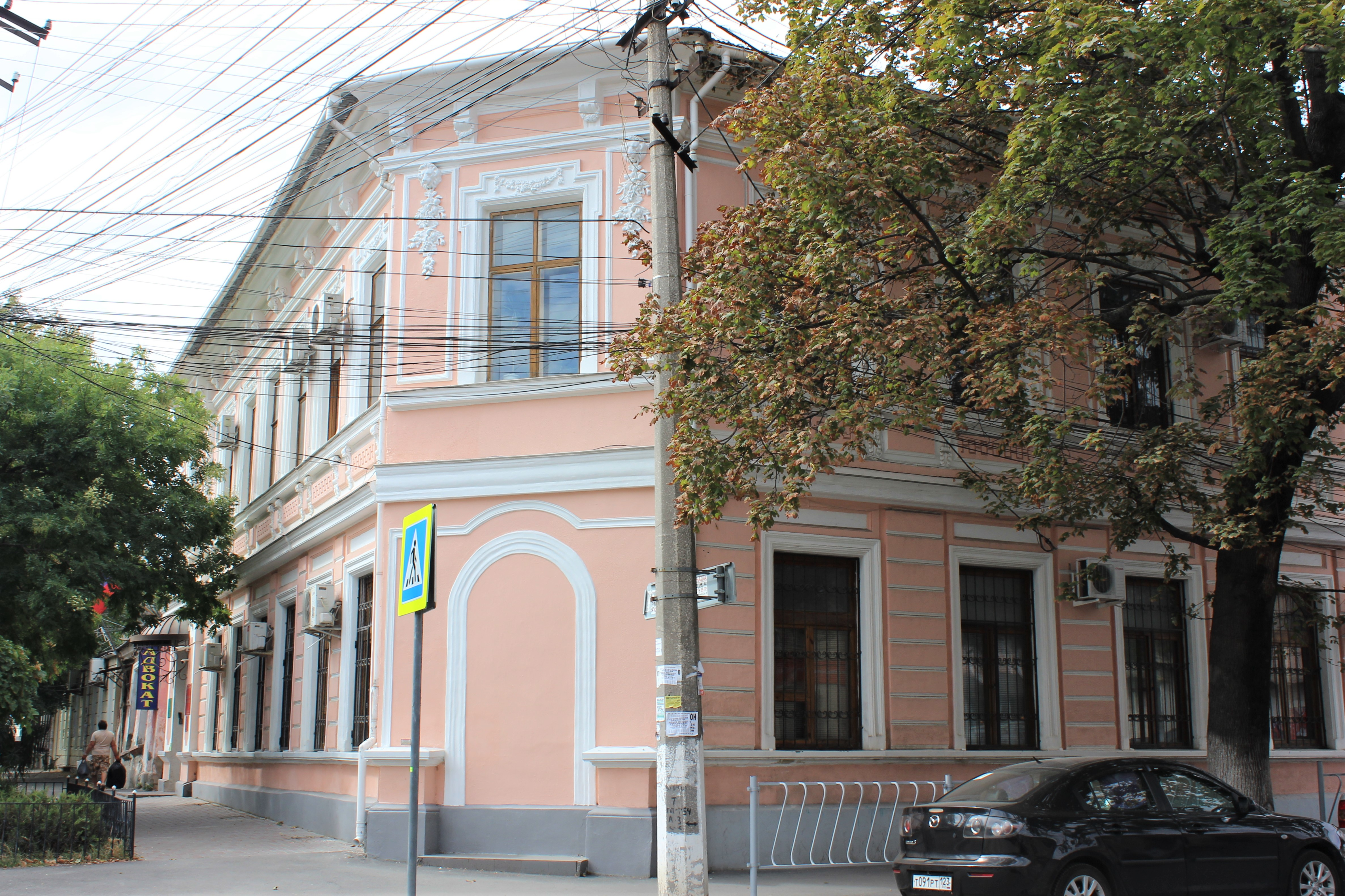
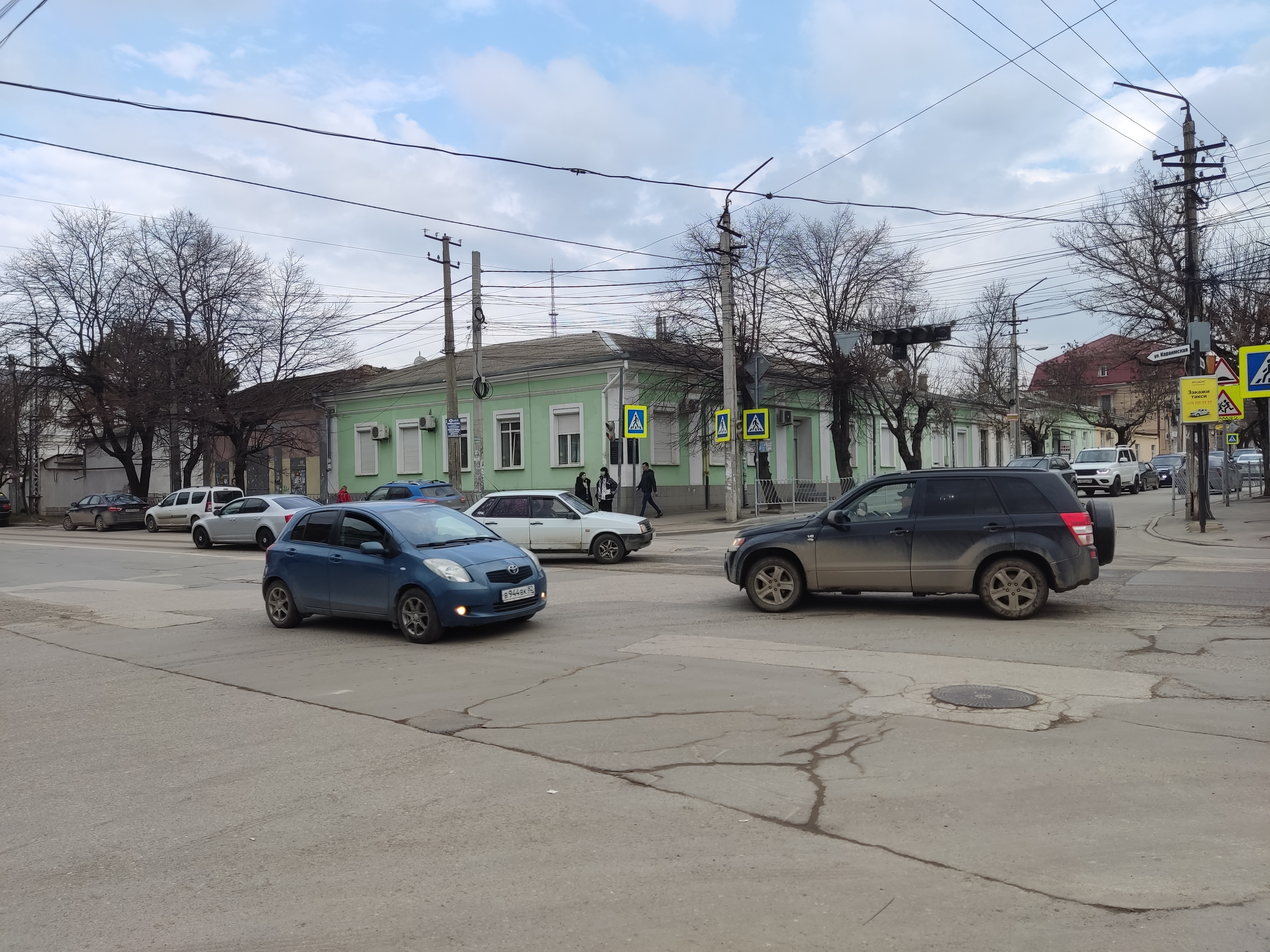
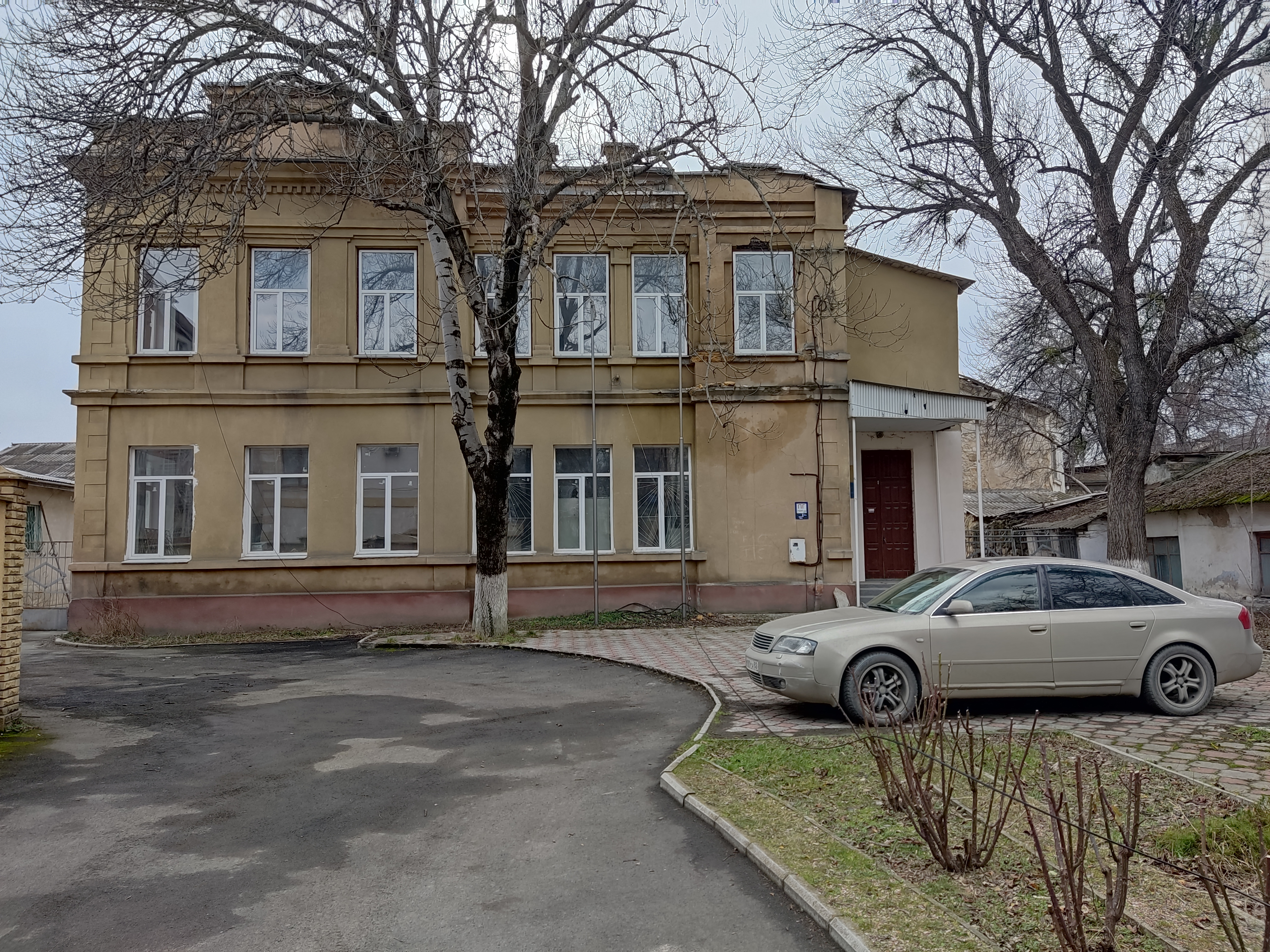
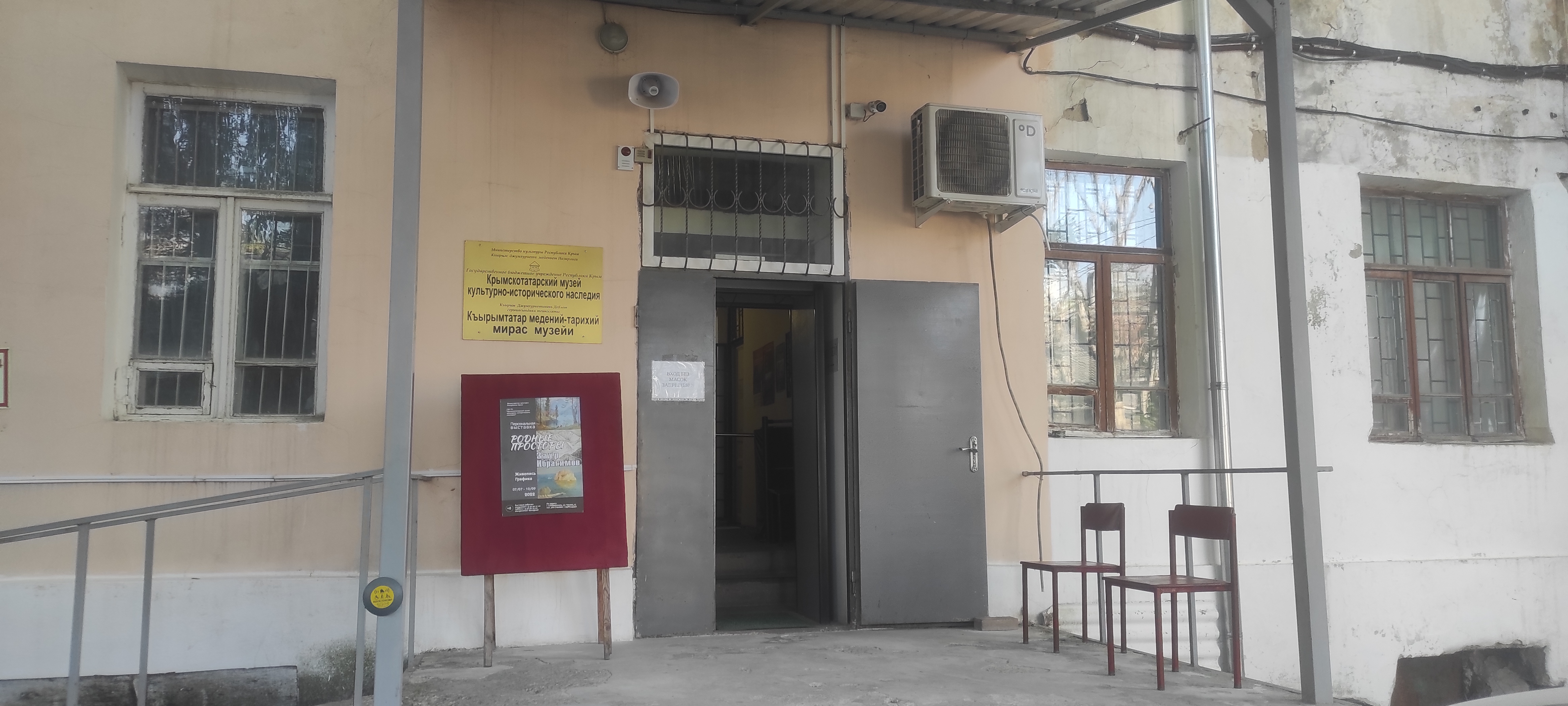

## Рекомендована література
- Поляков В. Е. Улицы Симферополя. — Симферополь: Таврида, 1994.
- В. А. Широков «Симферополь. Улицы и дома рассказывают: История Симферополя».